# Eulaiades latipennis
Eulaiades latipennis är en skalbaggsart som beskrevs av Leon Fairmaire 1898. Eulaiades latipennis ingår i släktet Eulaiades och familjen Melolonthidae. Inga underarter finns listade i Catalogue of Life.